# Хартум
Харту́м (араб. الخرطوم) — столиця та друге за розміром місто Судану. Розташоване в місці злиття річок Білий Ніл та Голубий Ніл. Розділений двома частинами Нілу, Хартум є мегаполісом з трьох міст з населенням понад п’ять мільйонів людей, який складається з власне Хартума та з’єднаний мостами з Північного Хартума на півночі та Омдурмана (араб. ام درمان) на заході.
Хартум є економічним і торговим центром у Північній Африці, із залізничними лініями з Порт-Судану та Ель-Обейда. Він обслуговується міжнародним аеропортом Хартум, а новий міжнародний аеропорт Хартум знаходиться на стадії будівництва. Кілька національних і культурних установ знаходяться в Хартумі та його столичній зоні, включаючи Національний музей Судану, Халіфа-хаус-музей, Хартумський університет і Суданський університет науки і технологій.

## Історія
Хартум був заснований у 1821 році як частина Єгипту, на північ від стародавнього міста Соба.  Місто виникло на мисі Мугран (араб. مقران) або Рас-ель-Хартум (Кінчик слонячого хобота). Звідси назва міста (al-Khartûm — хобот слона). В той час як Велика Британія мала владу над Єгиптом, вона залишила йому управління Суданом, доки махдистські сили не захопили Хартум. Хартум був резиденцією хукумдара (єгипетського генерал-губернатора), що мав владу над п'ятьма провінціями Судану. У 1862 році в Хартумі проживало 45 000 осіб. Британці намагалися евакуювати англо-єгипетські гарнізони з Судану, але облога Хартума в 1884 році призвела до захоплення міста силами махдистів і різанини англо-єгипетського гарнізону, що оборонявся. У 1898 році він був знову окупований британськими військами, і до 1956 року він був резиденцією уряду англо-єгипетського Судану.
У 1956 році місто було визнано столицею незалежного Судану.

## Клімат
Хартум знаходиться у зоні тропічних пустель. Найтепліший місяць — травень із середньою температурою 34,4 °C (94 °F). Найхолодніший місяць — січень, із середньою температурою 23,9 °C (75 °F).
| Клімат Хартума          | Клімат Хартума | Клімат Хартума | Клімат Хартума | Клімат Хартума | Клімат Хартума | Клімат Хартума | Клімат Хартума | Клімат Хартума | Клімат Хартума | Клімат Хартума | Клімат Хартума | Клімат Хартума | Клімат Хартума |
| Показник                | Січ.           | Лют.           | Бер.           | Квіт.          | Трав.          | Черв.          | Лип.           | Серп.          | Вер.           | Жовт.          | Лист.          | Груд.          | Рік            |
| Абсолютний максимум, °C | 38             | 42             | 43             | 47             | 47             | 43             | 43             | 42             | 42             | 41             | 42             | 38             | 47             |
| Середній максимум, °C   | 27             | 29             | 32             | 37             | 38             | 37             | 35             | 34             | 36             | 36             | 32             | 28             | 33             |
| Середня температура, °C | 23             | 25             | 28             | 32             | 34             | 34             | 32             | 31             | 32             | 32             | 28             | 25             | 30             |
| Середній мінімум, °C    | 19             | 21             | 24             | 28             | 31             | 31             | 29             | 28             | 30             | 29             | 25             | 20             | 26             |
| Абсолютний мінімум, °C  | 9              | 7              | 11             | 12             | 20             | 20             | 20             | 18             | 21             | 20             | 12             | 1              | 1              |
| Норма опадів, мм        | 0              | 0              | 0              | 0              | 0              | 0              | 40             | 60             | 20             | 0              | 0              | 0              | 150            |
| ----------------------- | -------------- | -------------- | -------------- | -------------- | -------------- | -------------- | -------------- | -------------- | -------------- | -------------- | -------------- | -------------- | -------------- |
| Джерело: Weatherbase    |                |                |                |                |                |                |                |                |                |                |                |                |                |

## Визначні місця
- Національний музей Судану
- Національний театр Судану

## Галерея

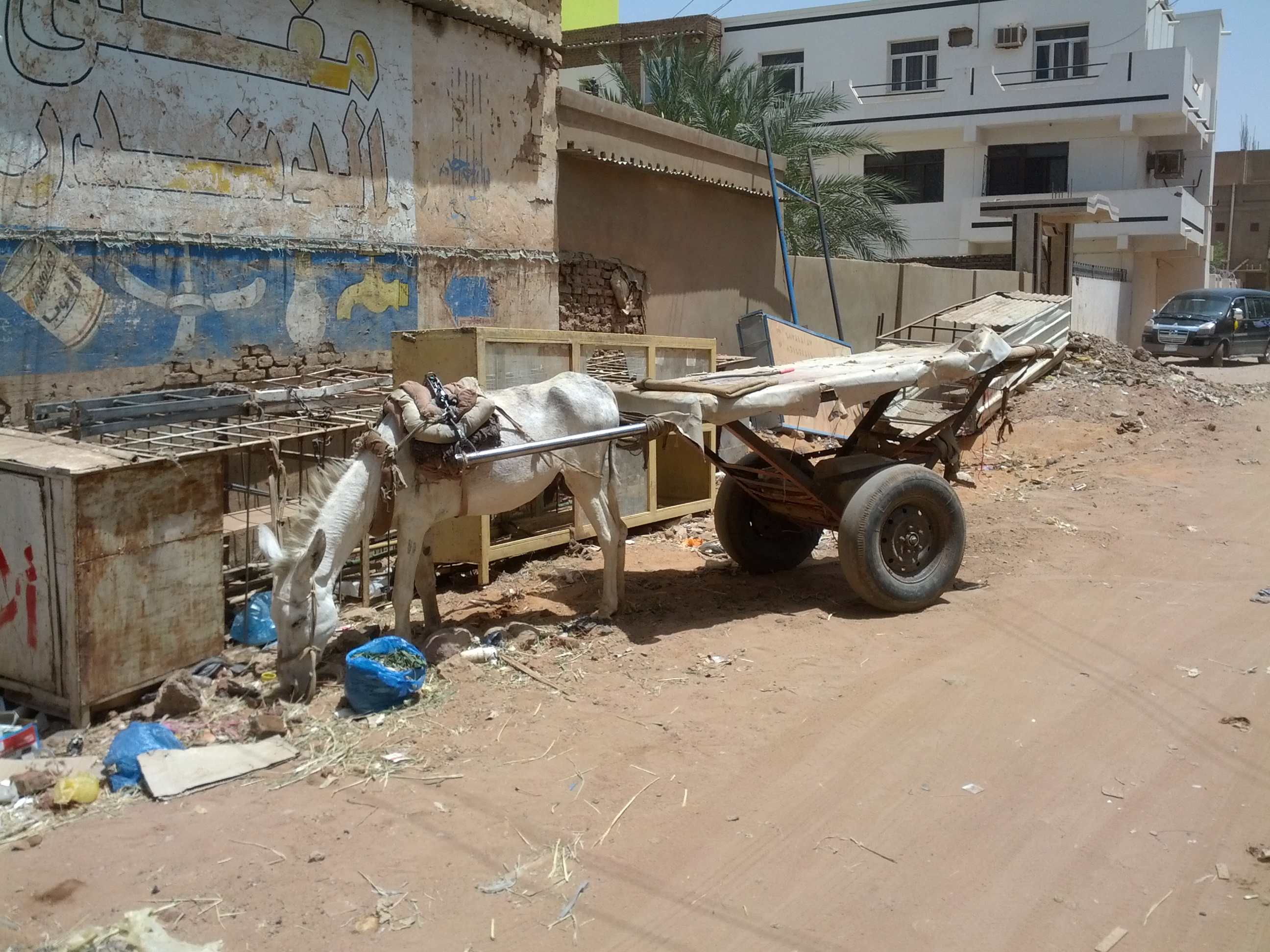
Вулиця Хартума
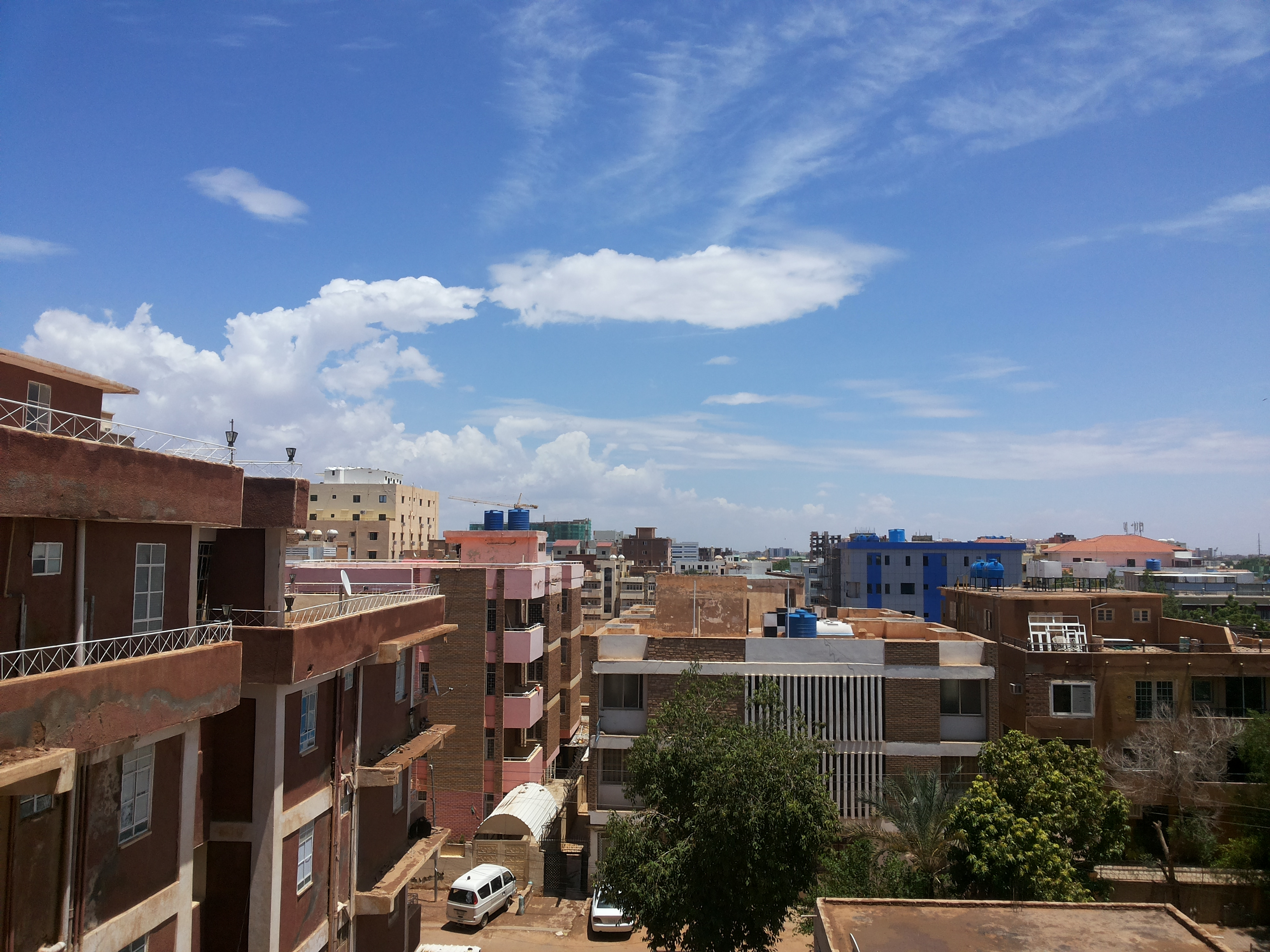
Хартум, вид на місто
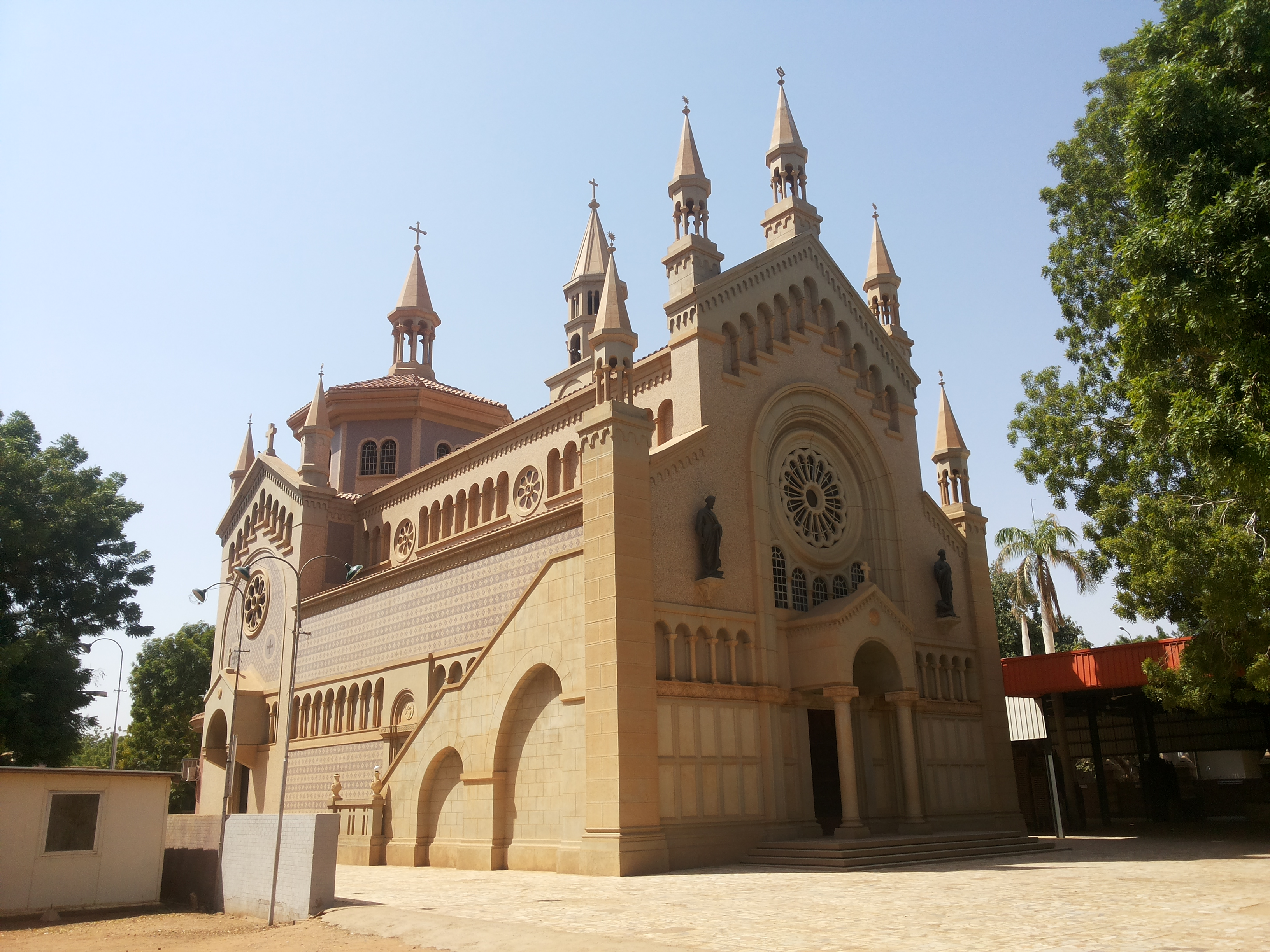
Собор св. Матвія (католицький)